# Peromyia vernalis
Peromyia vernalis är en tvåvingeart som beskrevs av Jaschhof 2001. Peromyia vernalis ingår i släktet Peromyia och familjen gallmyggor. Inga underarter finns listade i Catalogue of Life.